# Factor de elongación

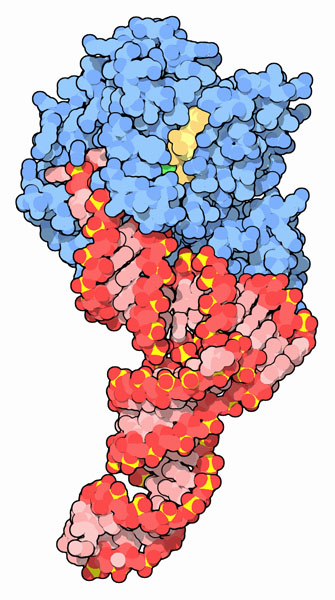
Factor de elongación bacteriano EF-Tu (azul) durante la combinación con un ARNt (rojo).

Los factores de elongación o de alargamiento son sustancias de naturaleza proteica imprescindibles para que el ribosoma pueda realizar la traducción genética, es decir, el proceso de biosíntesis de proteínas en todo ser vivo. Se denomina elongación al crecimiento en longitud de una cadena de polipéptidos mediante la formación de enlaces que añaden aminoácidos nuevos a la cadena. 
Los factores de elongación están presentes tanto en las células procariotas como en las eucariotas, en estas últimas existen factores diferentes en el citoplasma y las mitocondrias. Se han descrito diversas mutaciones en los genes que codifican los factores de elongación que provocan enfermedades graves en humanos. La bacteria Corynebacterium diphtheriae agente causante de la difteria produce una toxina que actúa sobre el factor de elongación EF-2 y altera su función.

## Tipos de factores de elongación y principales homólogos
Se han descrito 4 tipos de factores de elongación, los cuales tienen homólogos en cada organismo, pudiendo resumirse de la siguiente manera:
| arqueanos | bacterianos | eucariotas      | eucariotas     | Función                                                                                         |
| arqueanos | bacterianos | citoplasmáticos | mitocondriales | Función                                                                                         |
| aEF1A     | EF-Tu       | eEF1A           | mtEFTu         | Activo en la traducción, mediando la entrada del aminoacil ARNt en un sitio libre del ribosoma. |
| aEF1B     | EF-Ts       | eEF1B           | mtEFTs         | Factor de intercambio de nucleótidos para regenerar a EF1A/Tu de su forma inactiva a la activa. |
| aEF2      | EF-G        | eEF2            | mtEFG1         | Cataliza la translocación del ARNt y ARNm del ribosoma al final de cada ronda de alargamiento.  |
| aIF5A     | EF-P        | eIF5A           | -              | Desbloqueo del ribosoma causado por secuencias de aminoácidos específicas.                      |

### Nomenclatura
La nomenclatura proviene del inglés. Por ejemplo, aEF1A viene de archaeal translation elongation factor 1 alpha. Las siglas EF-Tu vienen de elongation factor thermo unstable (factor de alargamiento termo-inestable) y Ts de termo-estable. eIF5A fue identificado primero como un factor de iniciación (IF), antes que por un factor de elongación.
Los factores de elongación eucariotas citoplasmáticos provienen evolutivamente de los arqueanos, por lo que tienen la misma nomenclatura. En cambio los factores eucariotas mitocondriales tienen origen bacteriano y por lo tanto llevan una nomenclatura paralela. 

### Células procariotas
Son 4 factores de elongación en la célula procariota. En bacterias, la proteína más abundante que poseen es EF-Tu. EF-G tiene doble función, como factor de elongación y como factor de reciclaje del ribosoma. En arqueas y bacterias, se ha determinado que a pesar de la homología, los factores poseen estructuras distintas, lo que justifica el uso de diferente nomenclatura.

### Células eucariotas
Se ha descrito 4 factores citoplasmáticos y 3 mitocondriales. Adicionalmente, las plantas y algas poseen más factores de elongación en sus plastos.

#### Citoplasma
Se han descrito los siguientes factores de elongación:
- eEF1 o eEF-1. Complejo factor de elongación eucariota 1. Se han descrito diversos casos de enfermedad en humanos causados por mutaciones en el gen que codifica el eEF-1.[8] Es un complejo de proteínas que han adquirido funciones adicionales para satisfacer las demandas de un medio celular complejo a través de diversas subunidades como las siguientes:
  - eEF1A (antes eEF1α) actúa como suministro de Aminoacil ARNt al ribosoma
  - eEF1B regenera a eEF1A de su forma inactiva (EF1A-GDP) a su forma activa (EF1A-GTP). Destacan las siguientes subunidades:[9]
    - eEF1Bα, de amplia distribución
    - eEF1Bβ, específico en plantas
    - eEF1Bγ, componente estructural
    - eEF1Bδ, en animales
- eEF2 o eEF-2. Factor de elongación eucariota 2. Es el objetivo de la toxina diftérica (de Corynebacterium diphtheriae) y la exotoxina A (de Pseudomonas aeruginosa).[10]
- eIF5A es la única proteína conocida que contiene el aminoácido inusual hipusina.

#### Mitocondria
- El factor de elongación mitocondrial Tu (mtEFTu) depende del gen TUFM.
- El factor de elongación mitocondrial TS (mtEFTs) viene del gen TSFM.[11]
- Las mitocondrias contienen dos homólogos del EFG bacteriano, mtEFG1 y mtEFG2, que son 35% idénticos, pero mientras que mtEFG1 cataliza específicamente la translocación de la traducción, mtEFG2 participa como factor de reciclaje de ribosomas, por lo que mtEFG2 podría renombrarse como mtRRF2.[12] El factor mtEFG1 viene del gen GFM1.[13]